# 巢鴨站
巢鴨站（日语：／ Sugamo eki */?）是位於日本東京都豐島區巢鴨，屬於東日本旅客鐵道（JR東日本）、東京都交通局（都營地下鐵）的鐵路車站。

## 停靠路線
此站有JR東日本的山手線、都營地下鐵的三田線停靠，是轉乘站。
- JR東日本： 山手線：僅停靠行駛於電車線的環狀線山手線電車。依據特定都區市內制度，本站屬「東京都區內」與「東京山手線內」[1]。 - 車站編號「JY 11」
- 都營地下鐵： 三田線 - 車站編號「I 15」

都營地下鐵三田線途經目黑站與東急目黑線實施互相直通運行。

## 历史

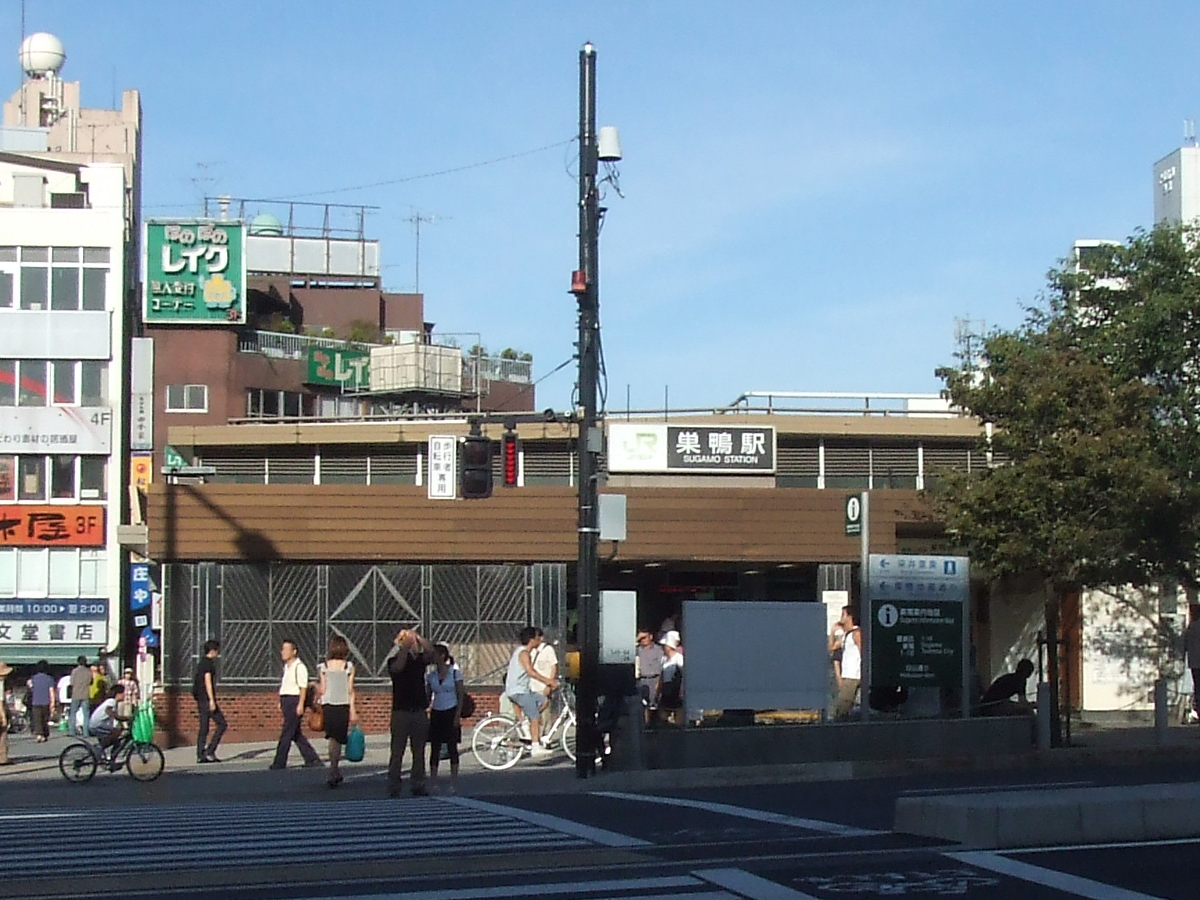
舊站房（2007年9月）

- 1903年（明治36年）4月1日 - 日本鐵道（現在的山手線）車站開業。貨運業務同時開始。
- 1906年（明治39年）11月1日：依鐵道國有法國有化。
- 1909年（明治42年）10月12日：制定線路名稱，屬山手線。
- 1945年（昭和20年）3月4日 - 太平洋戰爭中受到空襲。
- 1945年（昭和20年）4月13日 - 太平洋戰爭中受到空襲。
- 1968年（昭和43年）12月27日 - 都營地下鐵6號線車站開業，成為轉乘站。
- 1978年（昭和53年）7月1日 - 都營地下鐵6號線改名三田線。
- 1979年（昭和54年）3月31日：國鐵車站貨運業務廢止。
- 1987年（昭和62年）4月1日 - 國鐵分割民營化之下，山手線由JR東日本（東日本旅客鐵道株式會社）繼承。
- 1997年（平成9年）4月28日：三田線巢鴨站開始進行跌落防止柵欄試驗（至同年8月15日）[2]。
- 2001年（平成13年）11月18日：JR東日本交通系IC卡「Suica」啟用。
- 2004年（平成16年）4月1日：都營地下鐵三田線車站增加車站編號。
- 2007年（平成19年）
  - 3月18日：都營地下鐵三田線車站啟用交通系IC卡「PASMO」。
  - 6月1日：JR東日本車站大樓動工。
- 2007年（平成19年）
  - 11月18日：JR東日本自動售票機、綠色窗口、VIEW PLAZA移至南口臨時站房。
  - 12月9日：JR東日本自動驗票閘門；精算機移至南口。
  - 12月12日：JR東日本站內從左側通行改為右側通行。
- 2008年（平成20年）1月11日：JR東日本北口暫時關閉。
- 2010年（平成22年）3月25日：車站大樓「atre vii巢鴨」開幕。
- 2013年（平成25年）6月29日：JR東日本車站啟用月台門[3]。

### 站名由來
來自所在地「巢鴨」。

## 車站

### JR東日本
JR東日本所屬的巢鴨車站是一個設有島式月台一座、兩條乘車線的地面車站，檢票口設置在大塚車站側。雖然是地面車站，但JR東日本所屬的月台區實際上是設置在一個類似地塹構造的區域內，車站南口人行陸橋與白山通的陸橋以立體方式與鐵路交叉，月台則設在陸橋的下方。
2007年時（平成19年）6月1日，車站北側建造了一棟與車站本體相連的地上5層車站大樓「atré-vie巢鴨」（アトレヴィ巣鴨），配合此改建計畫巢鴨車站也在原本既存的南口與北口之外，增建了一個朝向白山大道方向的新出口，命名為「正面口」，並將原本設在南口方向的主出口改移至正面口處。相關的改建工程一直進行到2010年時才結束，並於2010年（平成22年）3月25日舉辦巢鴨的開幕儀式。
鄰接的山手貨物線（湘南新宿線等）設有留置線，有保線用車輛停放於此。

#### 月台配置

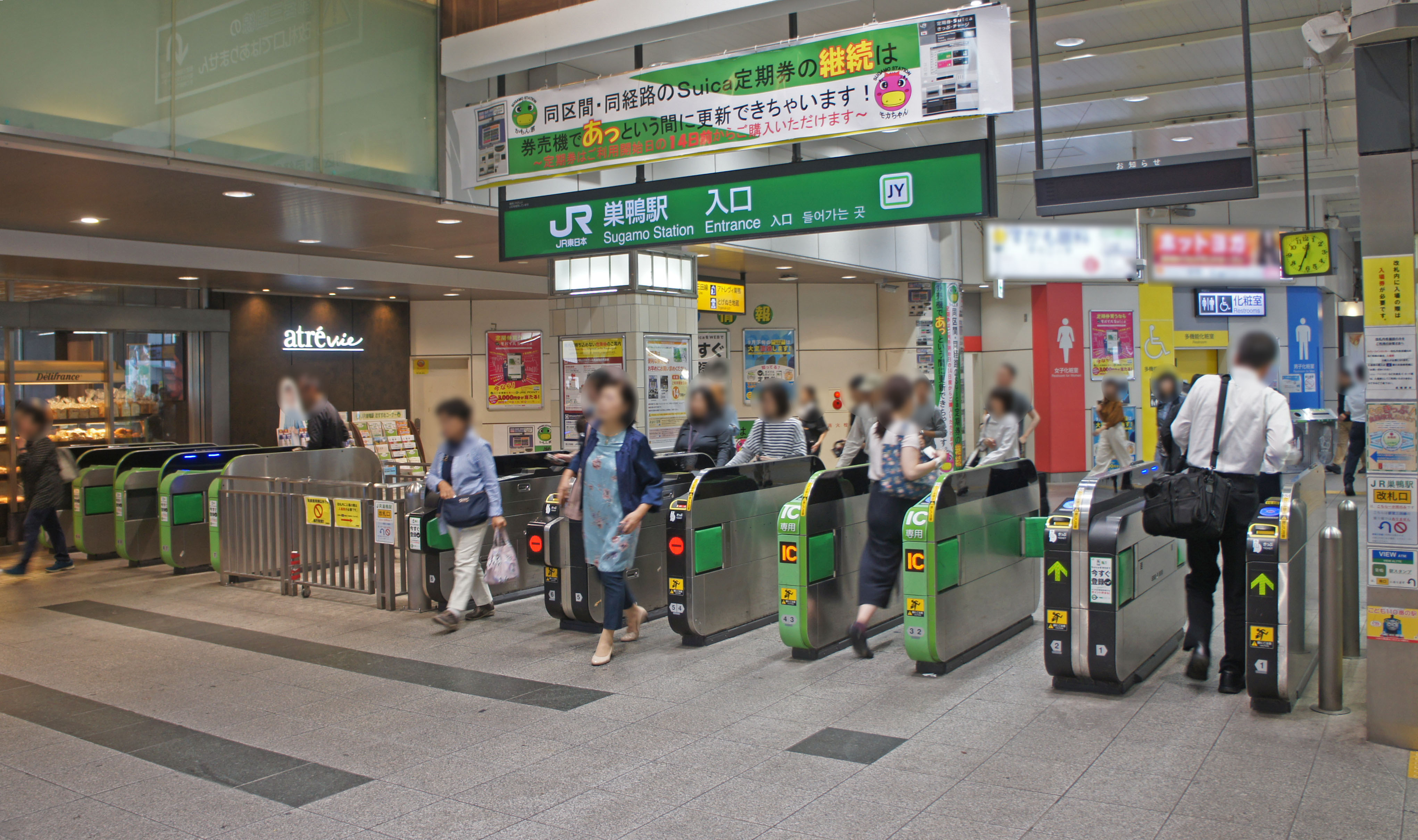
閘口（2019年9月）

| 月台 | 路線   | 方向 | 目的地               |
| ---- | ------ | ---- | -------------------- |
| 1    | 山手線 | 外環 | 田端、上野、東京方向 |
| 2    | 山手線 | 內環 | 池袋、新宿、澀谷方向 |

（來源：JR東日本:車站構內圖 （页面存档备份，存于））
JR東日本的站區內設有電動扶梯、電梯與多功能洗手間等設備。在票務設備方面，站內設有13台自動售票機、13台自動補票機，與一個派駐站員的補票窗口。
- 閘口（2019年9月）

### 都營地下鐵
都營地下鐵所屬的巢鴨車站，是一個設有一座島式月台兩條乘車線的地下車站，其檢票口與票務櫃臺位於地下一樓，月台則設置在地下二樓。島式月台的兩端都設有手扶梯，但特別值得一提的是靠近西北端的那台是特殊的慢速手扶梯。這主要是因為該方向是前往巢鴨地區著名的「拔刺地藏」（とげぬき地蔵，正式寺名為高岩寺）最主要的交通動線，經常有高齡長者使用，因此特別設置慢速手扶梯降低意外發生機率。
都營地下鐵站區的檢票口共分南北兩側，其中靠千石車站方向的南側檢票口還分兩處，以疏解利用此站轉搭JR山手線的大量旅客。北側的檢票口則是前往參拜刺拔地藏與地藏通商店街的主要路徑。該剪票口附近有定期券售票處。
本站的西巢鴨側有南行線往北行線的單向橫渡線。
本站為巢鴨站務管區的所在站，管理巢鴨站務區白山站 - 本蓮沼站間。巢鴨站務管區還管理上野御徒町站務區（大江戶線牛込神樂坂站 - 新御徒町站間）、高島平站務區（志村坂上站 - 西高島平站間）。

#### 月台配置
| 月台 | 路線   | 目的地                             |
| ---- | ------ | ---------------------------------- |
| 1    | 三田線 | 日比谷、白金高輪、目黑、目黑線方向 |
| 2    | 三田線 | 高島平、西高島平方向               |

（來源：都營地下鐵:車站構內圖 （页面存档备份，存于））

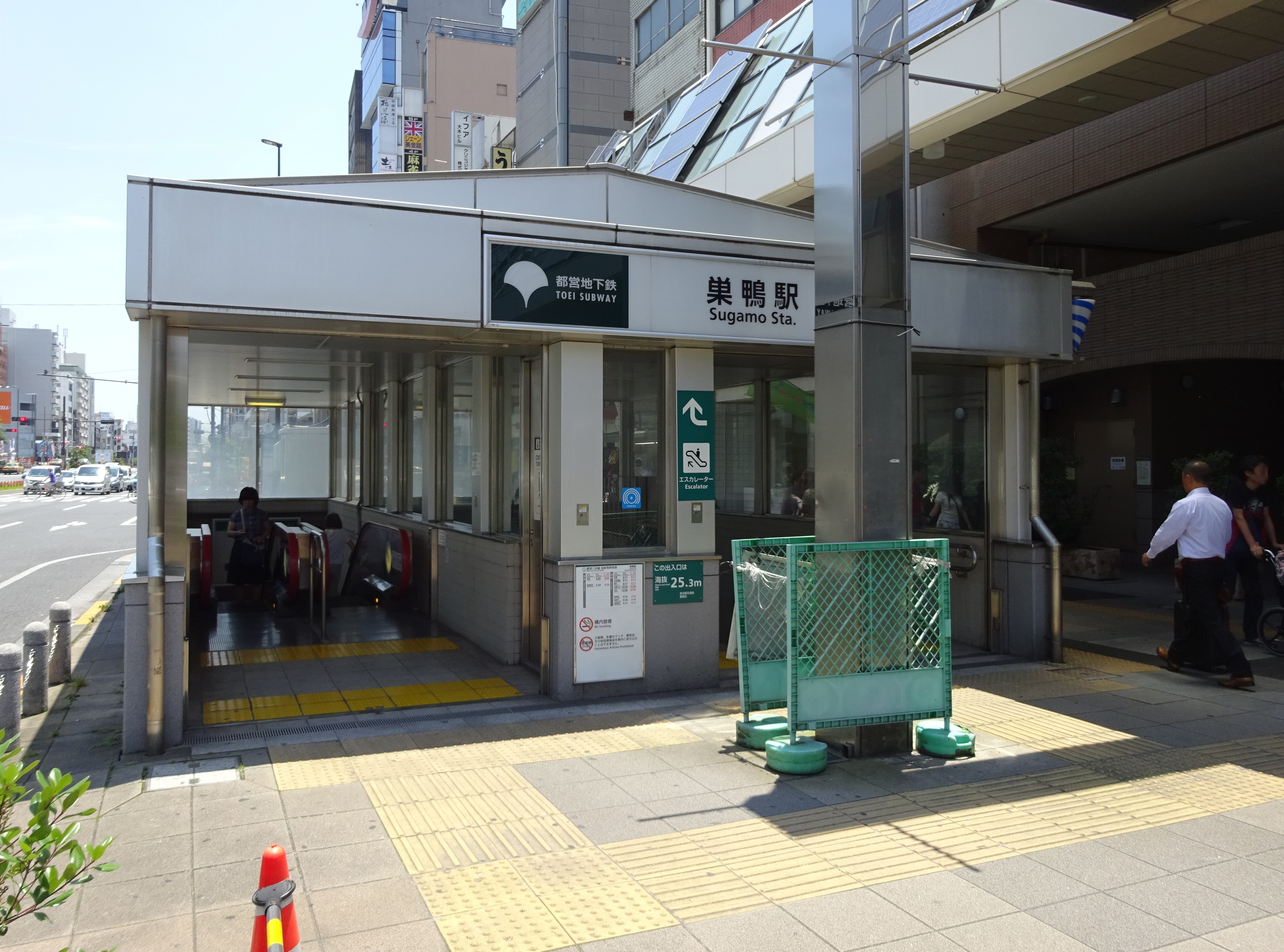
A3出入口（2016年6月）
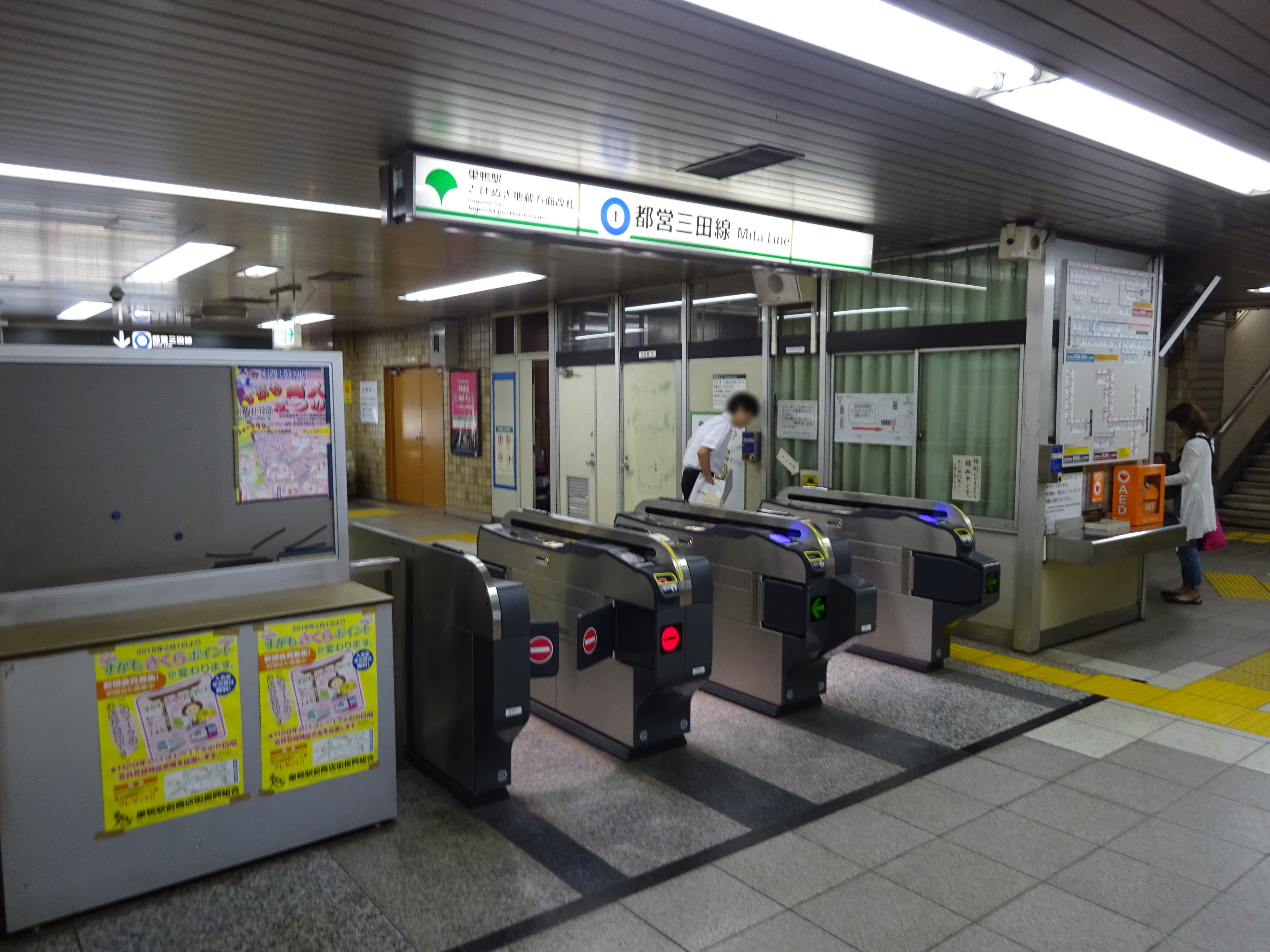
拔刺地藏方向剪票口（2016年6月）

## 利用狀況
- JR東日本 - 2019年度1日平均上車人次為76,212人[使用人數 1]。
JR東日本車站中次於新木場站位居第59位。
- 都營地下鐵 - 2017年度1日平均上下車人次為96,125人（上車人次47,553人、下車人次48,572人）[使用人數 2]。
三田線全部27個車站當中僅次於神保町站、三田站、大手町站名列第4位。

### 各年度1日平均上下車人次
各年度1日平均上下車人次如下表（JR除外）。
| 年度               | 都營地下鐵         | 都營地下鐵 |
| 年度               | 1日平均 上下車人次 | 增加率     |
| ------------------ | ------------------ | ---------- |
| 2003年（平成15年） | 85,939             | -1.3%      |
| 2004年（平成16年） | 85,360             | -0.7%      |
| 2005年（平成17年） | 86,516             | 1.4%       |
| 2006年（平成18年） | 86,858             | 0.4%       |
| 2007年（平成19年） | 90,044             | 3.7%       |
| 2008年（平成20年） | 90,621             | 0.6%       |
| 2009年（平成21年） | 90,677             | 0.1%       |
| 2010年（平成22年） | 91,357             | 0.7%       |
| 2011年（平成23年） | 89,446             | -2.1%      |
| 2012年（平成24年） | 92,177             | 3.1%       |
| 2013年（平成25年） | 93,470             | 1.4%       |
| 2014年（平成26年） | 92,991             | -0.5%      |
| 2015年（平成27年） | 93,538             | 0.6%       |
| 2016年（平成28年） | 95,518             | 2.1%       |
| 2017年（平成29年） | 96,125             | 0.6%       |
| 2018年（平成30年） | 95,847             | −0.3%      |

### 各年度1日平均上車人次（1900年代 - 1930年代）
各年度1日平均上車人次如下表。
| 年度               | 日本鐵道/ 國鐵 | 來源              |
| ------------------ | -------------- | ----------------- |
| 1903年（明治36年） | 114            | [ 東京府統計 1 ]  |
| 1904年（明治37年） | 105            | [ 東京府統計 2 ]  |
| 1905年（明治38年） | 104            | [ 東京府統計 3 ]  |
| 1907年（明治40年） | 327            | [ 東京府統計 4 ]  |
| 1908年（明治41年） | 378            | [ 東京府統計 5 ]  |
| 1909年（明治42年） | 460            | [ 東京府統計 6 ]  |
| 1911年（明治44年） | 1,042          | [ 東京府統計 7 ]  |
| 1912年（大正元年） | 934            | [ 東京府統計 8 ]  |
| 1913年（大正02年） | 969            | [ 東京府統計 9 ]  |
| 1914年（大正03年） | 1,085          | [ 東京府統計 10 ] |
| 1915年（大正04年） | 882            | [ 東京府統計 11 ] |
| 1916年（大正05年） | 1,126          | [ 東京府統計 12 ] |
| 1919年（大正08年） | 2,680          | [ 東京府統計 13 ] |
| 1920年（大正09年） | 3,461          | [ 東京府統計 14 ] |
| 1922年（大正11年） | 4,574          | [ 東京府統計 15 ] |
| 1923年（大正12年） | 6,413          | [ 東京府統計 16 ] |
| 1924年（大正13年） | 7,828          | [ 東京府統計 17 ] |
| 1925年（大正14年） | 8,194          | [ 東京府統計 18 ] |
| 1926年（昭和元年） | 9,737          | [ 東京府統計 19 ] |
| 1927年（昭和02年） | 10,944         | [ 東京府統計 20 ] |
| 1928年（昭和03年） | 12,445         | [ 東京府統計 21 ] |
| 1929年（昭和04年） | 13,019         | [ 東京府統計 22 ] |
| 1930年（昭和05年） | 12,856         | [ 東京府統計 23 ] |
| 1931年（昭和06年） | 12,456         | [ 東京府統計 24 ] |
| 1932年（昭和07年） | 12,528         | [ 東京府統計 25 ] |
| 1933年（昭和08年） | 13,081         | [ 東京府統計 26 ] |
| 1934年（昭和09年） | 13,611         | [ 東京府統計 27 ] |
| 1935年（昭和10年） | 13,815         | [ 東京府統計 28 ] |

### 各年度1日平均上車人次（1953年 - 2000年）
| 年度               | 國鐵 / JR東日本 | 都營地下鐵 | 來源              |
| ------------------ | --------------- | ---------- | ----------------- |
| 1953年（昭和28年） | 29,640          | 未開業     | [ 東京都統計 1 ]  |
| 1954年（昭和29年） | 33,696          | 未開業     | [ 東京都統計 2 ]  |
| 1955年（昭和30年） | 36,247          | 未開業     | [ 東京都統計 3 ]  |
| 1956年（昭和31年） | 38,298          | 未開業     | [ 東京都統計 4 ]  |
| 1957年（昭和32年） | 40,923          | 未開業     | [ 東京都統計 5 ]  |
| 1958年（昭和33年） | 42,706          | 未開業     | [ 東京都統計 6 ]  |
| 1959年（昭和34年） | 45,141          | 未開業     | [ 東京都統計 7 ]  |
| 1960年（昭和35年） | 47,799          | 未開業     | [ 東京都統計 8 ]  |
| 1961年（昭和36年） | 49,446          | 未開業     | [ 東京都統計 9 ]  |
| 1962年（昭和37年） | 52,821          | 未開業     | [ 東京都統計 10 ] |
| 1963年（昭和38年） | 57,343          | 未開業     | [ 東京都統計 11 ] |
| 1964年（昭和39年） | 60,826          | 未開業     | [ 東京都統計 12 ] |
| 1965年（昭和40年） | 63,267          | 未開業     | [ 東京都統計 13 ] |
| 1966年（昭和41年） | 65,777          | 未開業     | [ 東京都統計 14 ] |
| 1967年（昭和42年） | 67,960          | 未開業     | [ 東京都統計 15 ] |
| 1968年（昭和43年） | 68,092          | 25,631     | [ 東京都統計 16 ] |
| 1969年（昭和44年） | 71,610          | 30,639     | [ 東京都統計 17 ] |
| 1970年（昭和45年） | 82,888          | 35,700     | [ 東京都統計 18 ] |
| 1971年（昭和46年） | 89,385          | 41,194     | [ 東京都統計 19 ] |
| 1972年（昭和47年） | 93,986          | 49,392     | [ 東京都統計 20 ] |
| 1973年（昭和48年） | 87,384          | 48,981     | [ 東京都統計 21 ] |
| 1974年（昭和49年） | 89,447          | 53,123     | [ 東京都統計 22 ] |
| 1975年（昭和50年） | 89,049          | 54,153     | [ 東京都統計 23 ] |
| 1976年（昭和51年） | 91,474          | 56,704     | [ 東京都統計 24 ] |
| 1977年（昭和52年） | 91,948          | 57,447     | [ 東京都統計 25 ] |
| 1978年（昭和53年） | 91,811          | 55,852     | [ 東京都統計 26 ] |
| 1979年（昭和54年） | 91,011          | 53,637     | [ 東京都統計 27 ] |
| 1980年（昭和55年） | 86,726          | 51,386     | [ 東京都統計 28 ] |
| 1981年（昭和56年） | 82,973          | 49,030     | [ 東京都統計 29 ] |
| 1982年（昭和57年） | 81,912          | 48,085     | [ 東京都統計 30 ] |
| 1983年（昭和58年） | 94,992          | 48,016     | [ 東京都統計 31 ] |
| 1984年（昭和59年） | 89,995          | 48,964     | [ 東京都統計 32 ] |
| 1985年（昭和60年） | 84,071          | 48,403     | [ 東京都統計 33 ] |
| 1986年（昭和61年） | 70,973          | 48,173     | [ 東京都統計 34 ] |
| 1987年（昭和62年） | 84,046          | 48,776     | [ 東京都統計 35 ] |
| 1988年（昭和63年） | 88,057          | 50,964     | [ 東京都統計 36 ] |
| 1989年（平成元年） | 89,402          | 51,717     | [ 東京都統計 37 ] |
| 1990年（平成02年） | 92,994          | 53,010     | [ 東京都統計 38 ] |
| 1991年（平成03年） | 95,068          | 54,517     | [ 東京都統計 39 ] |
| 1992年（平成04年） | 96,052          | 39,134     | [ 東京都統計 40 ] |
| 1993年（平成05年） | 95,214          | 54,630     | [ 東京都統計 41 ] |
| 1994年（平成06年） | 94,304          | 54,016     | [ 東京都統計 42 ] |
| 1995年（平成07年） | 93,066          | 52,404     | [ 東京都統計 43 ] |
| 1996年（平成08年） | 90,718          | 49,984     | [ 東京都統計 44 ] |
| 1997年（平成09年） | 88,226          | 49,433     | [ 東京都統計 45 ] |
| 1998年（平成10年） | 87,529          | 49,074     | [ 東京都統計 46 ] |
| 1999年（平成11年） | 85,041          | 46,825     | [ 東京都統計 47 ] |
| 2000年（平成12年） | 81,818          | 45,666     | [ 東京都統計 48 ] |

### 各年度1日平均上車人次（2001年以後）
| 年度               | JR東日本 | 都營地下鐵 | 來源              |
| ------------------ | -------- | ---------- | ----------------- |
| 2001年（平成13年） | 78,324   | 44,153     | [ 東京都統計 49 ] |
| 2002年（平成14年） | 76,943   | 43,627     | [ 東京都統計 50 ] |
| 2003年（平成15年） | 76,311   | 43,156     | [ 東京都統計 51 ] |
| 2004年（平成16年） | 75,445   | 42,740     | [ 東京都統計 52 ] |
| 2005年（平成17年） | 76,739   | 43,290     | [ 東京都統計 53 ] |
| 2006年（平成18年） | 77,197   | 43,449     | [ 東京都統計 54 ] |
| 2007年（平成19年） | 78,487   | 44,675     | [ 東京都統計 55 ] |
| 2008年（平成20年） | 77,958   | 44,904     | [ 東京都統計 56 ] |
| 2009年（平成21年） | 77,519   | 44,854     | [ 東京都統計 57 ] |
| 2010年（平成22年） | 77,457   | 45,233     | [ 東京都統計 58 ] |
| 2011年（平成23年） | 76,093   | 44,268     | [ 東京都統計 59 ] |
| 2012年（平成24年） | 76,249   | 45,510     | [ 東京都統計 60 ] |
| 2013年（平成25年） | 77,089   | 46,241     | [ 東京都統計 61 ] |
| 2014年（平成26年） | 75,801   | 46,061     | [ 東京都統計 62 ] |
| 2015年（平成27年） | 76,620   | 46,788     | [ 東京都統計 63 ] |
| 2016年（平成28年） | 77,151   | 47,258     | [ 東京都統計 64 ] |
| 2017年（平成29年） | 77,285   | 47,553     | [ 東京都統計 65 ] |
| 2018年（平成30年） | 77,199   | 47,426     | [ 東京都統計 66 ] |
| 2019年（令和元年） | 76,212   |            |                   |

備註
1. ↑  1968年12月27日開業。開業日至1969年3月31日為止共計95日間的統計資料。

## 車站周邊

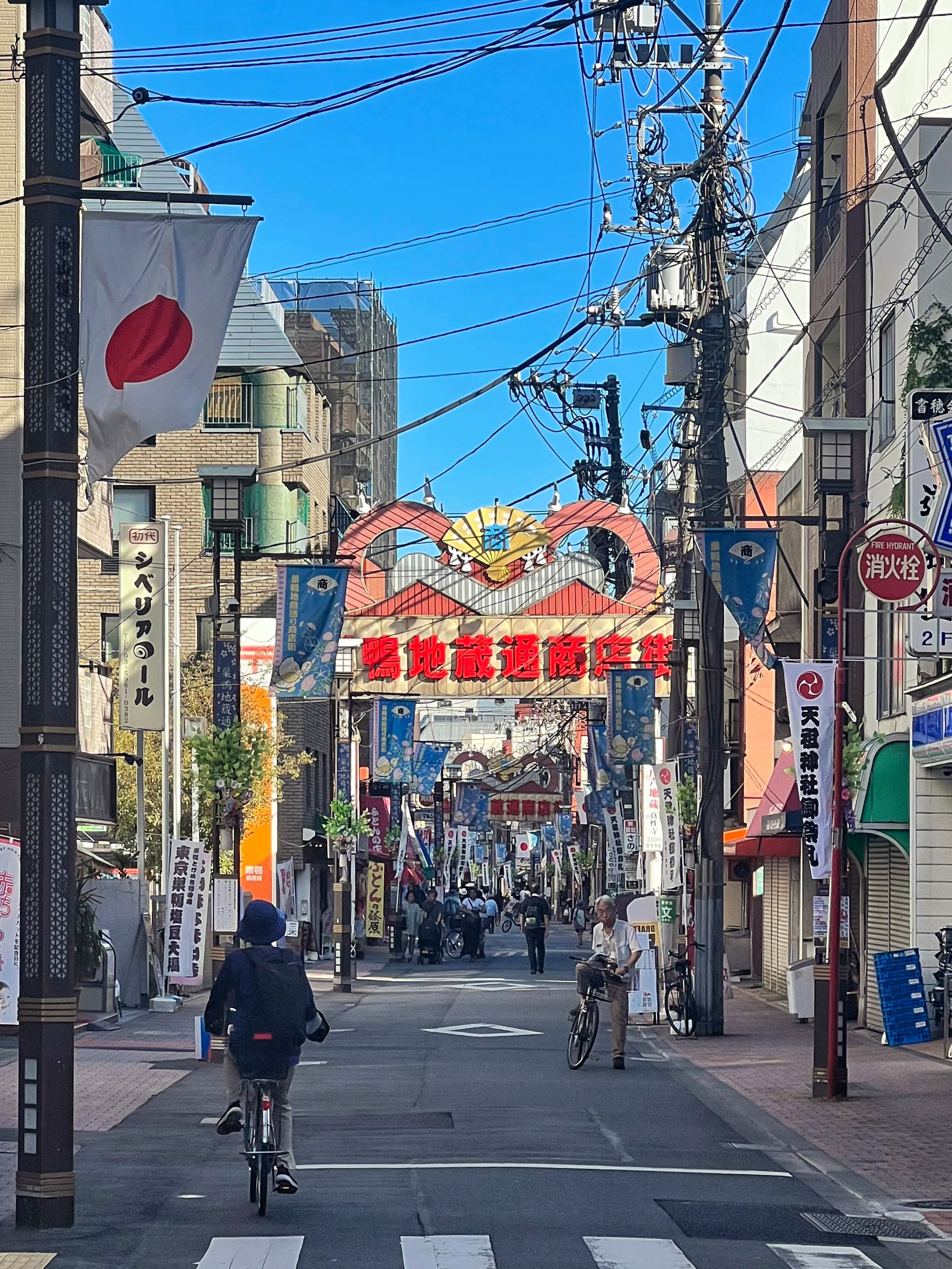
巢鴨地藏通商店街

由於站區北側鄰近以參拜刺拔地藏而聞名的高岩寺，而在道路沿線發展成俗稱「（寺）門前町」的商業地帶。此地的商店大都鎖定高齡消費層，因此又有「老奶奶的原宿」（おばあちゃんの原宿）之称。
在車站西北方、與車站同一面的白山通路邊，可以見到隸屬於都營巴士的巢鴨營業所，巴士站名為「刺拔地藏前」（とげぬき地蔵前）。
隸屬於JR東日本的鐵路線以立體交叉的方式自白山通（屬國道17號一部份）下方穿過，而都營地下鐵的路線則是完全位於白山通的正下方。
- 東京都交通局都營巴士巢鴨營業所（日语：都営バス巣鴨営業所）
- 染井靈園
- 大和鄉
- 東洋文庫 - 國立國會圖書館支部圖書館
- 駒込警察署（日语：駒込警察署）
- 本鄉中學校、高等學校（日语：本郷中学校・高等学校）
- 十文字中學校、高等學校（日语：十文字中学校・高等学校）
- 文京學院大學女子中學校、高等學校（日语：文京学院大学女子中学校・高等学校）
- 東洋女子高等學校（日语：東洋女子高等学校）
- 東京都立小石川中等教育學校（日语：東京都立小石川中等教育学校）
- 駿台旅遊&飯店專門學校（日语：駿台トラベル&ホテル専門学校）
- JTB旅遊&飯店學院（日语：JTBトラベル&ホテルカレッジ）
- 巢鴨信用金庫（日语：巣鴨信用金庫）本店
- 創價學會東京戶田紀念講堂
- 東京游泳中心（日语：東京スイミングセンター）

## 巴士路線
拔刺地藏前
- 都營巴士
  - 1號乘車處
    - 草63系統：經西日暮里站往淺草壽町

  - 2號乘車處
    - 草63系統：往池袋站東口
    - 草63-2系統：經池袋站東口往東池袋一丁目
    - 草64系統：經王子站、尾久站往淺草雷門南（僅早晨）

巢鴨站前
- 都營巴士
  - 3號乘車處
    - 草63系統：經西日暮里站往淺草壽町

  - 4號乘車處
    - 草63系統：往池袋站東口

巢鴨站南口
- 都營巴士
  - 5號乘車處
    - 草63系統：經西日暮里站往淺草壽町

  - 6號乘車處
    - 草63系統：往池袋站東口

## 相鄰車站
東日本旅客鐵道
 山手線
大塚（JY 12）－巢鴨（JY 11）－駒込（JY 10）
 都營地下鐵
 三田線
千石（I 14）－巢鴨（I 15）－西巢鴨（I 16）

## 延伸閱讀
1. ↑  . 東日本旅客鉄道.   [2014-08-02]. （原始内容存档于2014-04-01）.
2. ↑  . 朝日新聞 (朝日新聞社). 1997-05-23: 35（朝刊・東京＜東部＞）.
3. ↑  JR東日本　山手線 2013年度ホームドア使用開始時期を発表 （页面存档备份，存于） ネコ・パブリッシング ホビダス
4. ↑  . JR東日本.   [2011-07-04]. （原始内容存档于2001-05-06）.
5. ↑  . 東京都交通局.   [2016-03-08]. （原始内容存档于2016-03-04）.
6. ↑  .   [2017-06-04]. （原始内容存档于2017-08-21）.
7. ↑  川添登. . 日本東京: 平凡社. 1989年. ISBN 978-4582828405.

## 外部連結
- 車站資訊（巢鴨）：東日本旅客鐵道
- 巢鴨 - 東京都交通局
- 巢鴨地藏通商店街官方網頁 （页面存档备份，存于）（日語）